# G3681/3684次列车
G3681/3684次列车是中国铁路运行于河北省沧州市沧州西站至河北省石家庄市石家庄站的高速动车组列车，自2023年7月1日起开行，客运里程351公里，途经河北省，山东省二省，列车客运乘务由北京局集团石家庄客运段担当。

## 历史
2023年7月1日，G3681/3684次列车（沧州西站至石家庄站）开行，和天津西站至石家庄站的G3683/3682次列车在石衡沧港城际铁路尚未完工建设前解决沧州和石家庄铁路交通不便的问题。

## 使用车型
本趟列车使用配属北京局集团曹庄动车运用所的CR400BF-S。